# 볼쇼이 극장

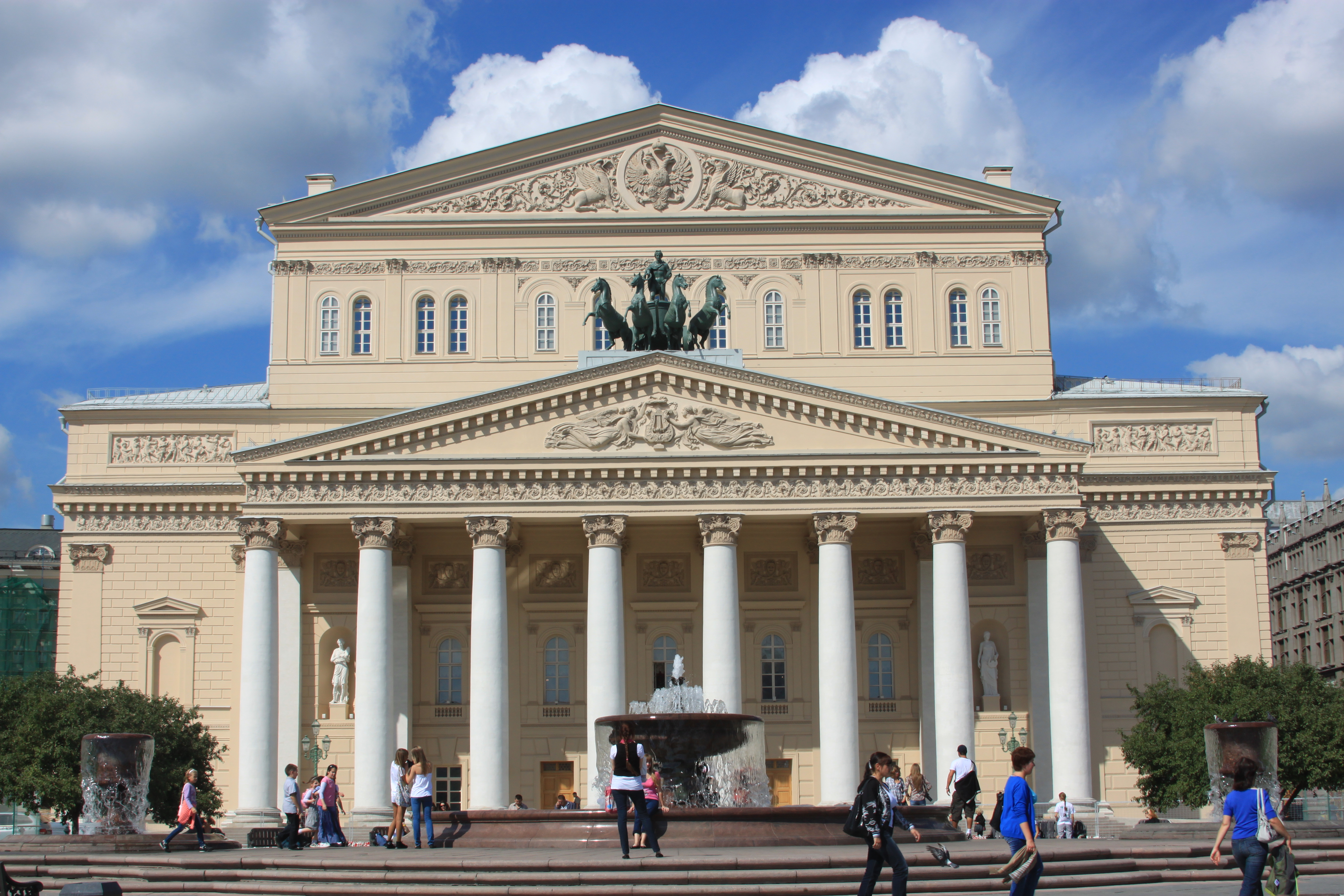
러시아 모스크바에 있는 볼쇼이 극장

러시아 국립 아카데미 대극장(러시아어: Госуда́рственный академи́ческий Большо́й теа́тр Росси́и 고수다르스트벤니 아카데미체스키 볼쇼이 테아트르 로시[*]), 약칭 볼쇼이 극장(러시아어: Большой театр 볼쇼이 테아트르[*], '큰 극장', '대극장(大劇場)'의 의미, 문화어: 볼리쇼이 극장)은 러시아 모스크바에 있는 극장으로, 세계에서 가장 유명한 오페라 극장 중 하나이다.
구 제실극장으로서 예로부터 알려져 있으며 옛날에는 페트로프스키 극장, 또는 단순히 '오페라의 집'이라 불렀다. 그 기원은 1776년으로 되어 있는데, 세 차례의 화재를 입었으며, 현재의 건물은 1853년 화재를 만나 그 터전에 재건된 것으로, 지금의 8개의 대원주가 정면 현관에 있는 장려한 백악의 건물은 1856년에 완성된 것이다. 수도의 중심인 스벨드로프 광장에 그 위용을 자랑하고 있다.
제정시대 때 이 곳은 상트페테르부르크의 마린스키 극장과 함께 유명하였으나 10월 혁명 후 구소련을 대표하는 최고의 예술전당으로 군림하였다. 수많은 구소련의 오페라를 초연한 역사가 있으며, 글린카, 알렉산드르 보로딘, 무소르그스키, 차이콥스키, 림스키 코르사코프의 작품이 샤리야핀, 소비노프 등의 명가수에 의해 이 무대에서 각광을 받은 것처럼, 볼쇼이 극장은 러시아의 오페라·발레의 요람이며, 음악문화의 중심이었다. 이 곳의 250명 정도로 구성된 발레단은 세계적으로 유명하다. 완전히 국가의 운영관리로 되어 있는 대극장의 관계자는 약 3,000명이나 된다고 한다.
현재의 상연목록은 <보리스 고두노프> <스페이드의 여왕> <춘희>와 같은 러시아와 서유럽의 고전뿐만 아니라, 아사피에프, 프로코피에프 등 현대작가의 작품이 그 반 이상을 차지하는 다채로움을 보여주고 있다. 이 극장 출신으로 세계적인 명성을 얻고 있는 가수로는 남성으로 페트로프, 여성으로는 비시네프스카야, 아르히포와 등이 있다. 발레리나로서는 프리세츠카야, 스토르치코바가 알려져 있다. 좌석이 2,171개인 이 극장은 해마다 늘어나는 관객을 수용할 수 없어, 근년에는 크레믈린의 대회궁전(좌석은 5,803)을 부속극장의 형식으로 사용하고 있다.

## 음악 감독

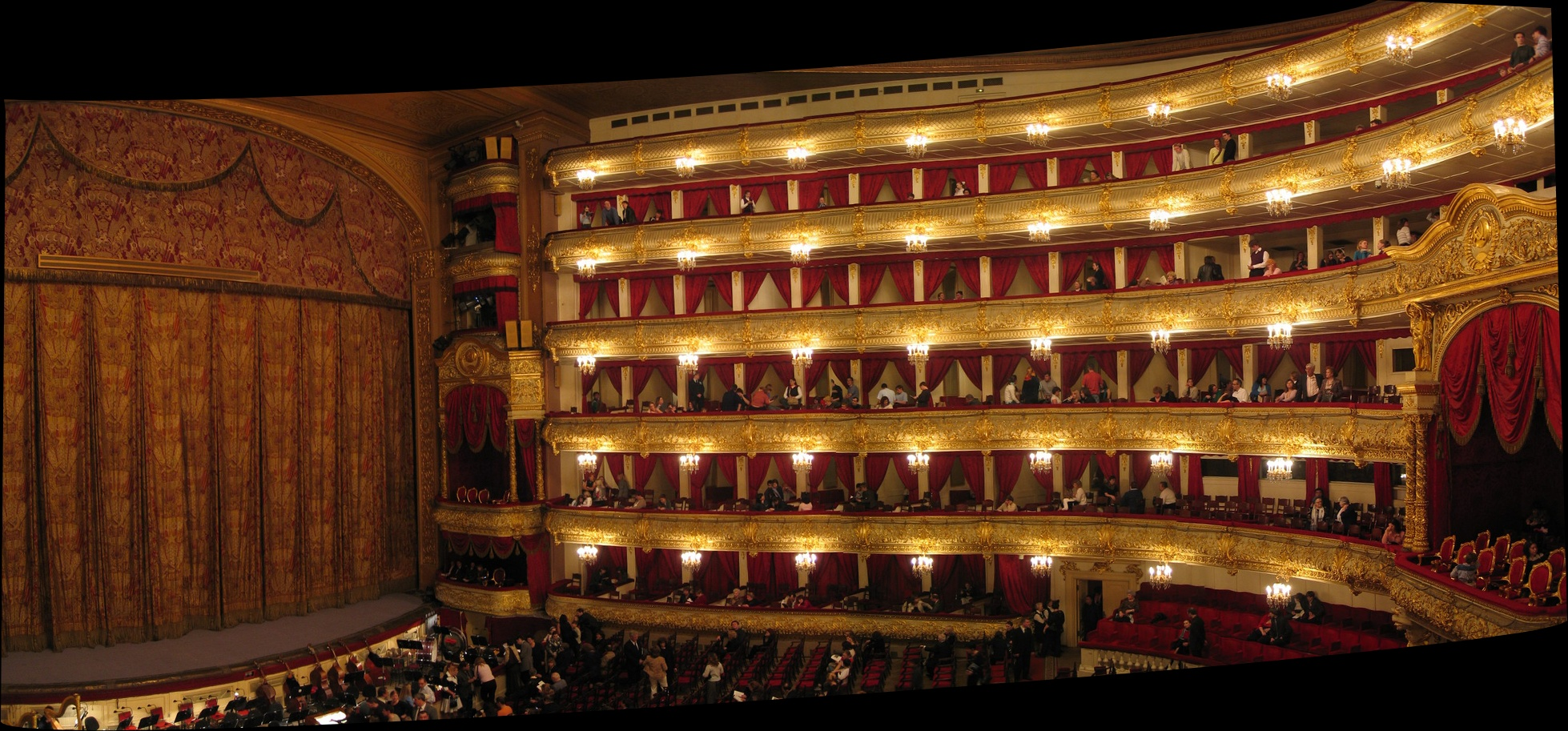
볼쇼이 극장의 메인 홀

- Alexander Vedernikov (2001–)
- Mark Ermler (1998–2000)
- Alexander Lazarev (1987–1995)
- Yuri Simonov (1970–1985)
- Gennady Rozhdestvensky (1965–1970)
- Evgeny Svetlanov (1963–1965)
- Alexander Melik-Pashayev (1953–1963)
- Nikolai Golovanov (1948 –1953)
- Ari Pazovsky (1943–1948)
- Samuil Samosud (1936–1942)

## 참고 자료
- 이 문서에는 다음커뮤니케이션(현 카카오)에서 GFDL 또는 CC-SA 라이선스로 배포한 글로벌 세계대백과사전의 "세계의 가극장" 항목을 기초로 작성된 글이 포함되어 있습니다.